# Järnets tid
Järnets tid är del 16 i Robert Jordans fantasyserie Sagan om Drakens Återkomst (Wheel of Time). På engelska: The Path of Daggers och den kom ut 2001. Den är översatt av Jan Risheden.
| Föregående bok: Knivarnas väg | Sagan om Drakens Återkomst | Nästa bok: Vinterns hjärta |